# Gwalarn
Gwalarn (en català: Galerna) fou una revista literària en bretó, fundada el 1925 per Roparz Hemon i Olier Mordrel, i que es deixà d'editar el 1944. Mordrel deixà d'escriure-hi el 1928, de manera que Hemon en fou director fins que tancà.
Els principals col·laboradors foren Abeozen, Youenn Drezen, Jakez Riou, Gwilherm Berthou Kerverziou, Yann-Eozen Jarl, Kenan Kongar, Fant Rozec (Meavenn), Langleiz i Maodez Glanndour. Es dedicà a publicar traduccions al bretó d'autors estrangers com William Shakespeare, Nathaniel Hawthorne, Boccacio, John Millington Synge, Aleksander Puixkin, així com grans llegendes cèltiques com el Mabinogion. També hi publicaren novel·les, poemes, peces de teatre, articles de filosofia (budisme), dialectologia, història, etc. Al seu voltant es fundaren altres revistes:
- Brezoneg ar vugale (el bretó dels infants), 1928 per a nens, distribuïda a les escoles.
- Kannadig Gwalarn (el butlletí de Gwalarn), en bretó col·loquial i de contingut eclèctic, per a difusió popular 1932.
- Levraoueg Gwalarn' (Biblioteca Gwalarn), amb fascicles consagrats a la seva obra.
- Kornog, revista trimestral bilingüe d'Arts de Bretanya, dirigida per René-Yves Creston, fundada el 1928.
- Nord-Okcidento, en esperanto, acompanyada de traduccions en irlandès i en gal·lès, fundada el 1928.